# Parroquia de Nuestra Señora del Carmen (Benavídez)
La parroquia Nuestra Señora del Carmen es un templo religioso de culto católico y  bajo la advocación de Nuestra Señora del Carmen en la ciudad de Benavídez. 
Los límites jurisdiccionales de la Parroquia son: al Norte Ingeniero Maschwitz. Sur: General Pacheco. Este: Rincón de Milberg. Oeste: Garín.

## Situación actual
La Parroquia se encuentra inserta en un sector que está teniendo poco a poco una nueva configuración, debido a un proceso de renovación urbana que implica la construcción de varios condominios, los que están siendo habitadas por los llamados y famosos barrios cerrados denominado como Nordelta.  A pesar del cambio que está experimentando el sector, existen lugares de mucha pobreza, todavía se aprecian barrios casi villas. 

## Párrocos
- Pbro. Roberto Baron (1979 - 2000)
- Pbro. Ignacio Palau (2000 - 2009)
- Pbro. Hernan Bonsembiante (2009-2017)
- Pbro. Juan Martin Dilernia (2018-presente)[2]

## Vicarios
- + Mons. Miguel Ángel D´Annibale (1986 - 1993)
- Pbro. Ignacio Palau(1993 - 1995)
- Pbro. Pedro Guarasci (2000 - 2005)
- Pbro. Cristian Cabrini (2005 - 2008)
- Pbro. Eugenio Lionetti (2008 - 2010)[2]
- Pbro. Miguel Dedyn (2010 - 20180)[3]
- Pbro. Juan Pablo Contepomi (2017-2018 - Actualidad)
- Pbro. Tomás Alejo Chavarría (2019-2021)

## Diáconos permanentes
- + Dcno. Antonio Acosta (1998 - 2018)
- Dcno. Carlos Bustos (2005 - 2006)

## Capillas y Centros Misionales
Actualmente, la Parroquia Nuestra Señora del Carmen es la última parroquia de la Diócesis de San Isidro, sufragánea de la Arquidiócesis de Buenos Aires, la cual limita con la Diócesis de Zárate - Campana, sufragánea de la Arquidiócesis de La Plata
La misma, tiene 8 capillas en los distintos Barrios de la Ciudad:
- Capilla San Antonio de Padua, Barrio Ojo de Agua (Que se denomino Vicaria Sur)
- Capilla San Cayetano, Barrio El Arco
- Capilla Santa María de la Esperanza, Barrio El Prado
- Capilla Sagrada Familia, Barrio Esperanza (Perteneciente a la Vicaria Sur San Antonio de Padua)
- Centro Misional Nuestra Señora de Itatí, Barrio El Progreso
- Capilla Nuestra Señora de Loreto, Club Newman
- Centro Misional San Agustín, Barrio El Claro (Perteneciente a la Vicaria Sur San Antonio de Padua)
- Centro Misional María Salud de los Enfermos, Barrio Irsa Sur

Cuenta también con una vicaria dedicada a Santa Elena, en el Barrio El Progreso, o bien conocido como campo del Cura Brochero.